# Carl Laudien
Carl Laudien (* 4. Oktober 1799 in Königsberg; † 27. Februar 1856 in Hohenstein) war ein preußischer Jurist und Regierungsrat. Er war von Juni 1848 bis Mai 1849 Mitglied der Frankfurter Nationalversammlung.

## Leben
Carl Laudien war der Sohn des Predigers an der Altroßgärter Kirche in Königsberg Gottfried Laudien. Sein Vater wurde später Pfarrer von Kumehnen. Carl besuchte das Friedrichskollegium in Königsberg, das er aber ohne Abitur verließ. Er begann eine Ausbildung als Feldvermesser, ließ sich aber gleichzeitig in landwirtschaftlichen Arbeiten unterweisen. 1826 heiratete er Agathe Landmann, die Tochter des Graudenzer Rektors. Ein Jahr später begann er an der Albertina in Königsberg ein Studium der Rechtswissenschaften. Da er kein Abiturzeugnis vorlegen konnte, war das Studium nur mit besonderer Genehmigung möglich. Laudien wurde zunächst juristischer Hilfsarbeiter, bis 1834 Ökonomie- und Kreisjustizkommissar bei der Generalkommission in Königsberg und von 1834 bis 1838 Oberkommissar bei der Regierung in Gumbinnen. Ab 1838 war er Regierungs- und Landesökonomierat in Gumbinnen und als solcher seit 1846 bei der Regierung in Königsberg.
Bei der Wahl zur Frankfurter Nationalversammlung am 10. Mai 1848 wurden im Wahlbezirk 7, er umfasste die Landkreise Goldap und Oletzko, Hans von Auerswald aus Breslau zum Abgeordneten und Regierungspräsident Gustav von Saltzwedel aus Gumbinnen zum Stellvertreter gewählt. Allerdings nahm Auerswald das Mandat nicht an, Saltzwedel war bereits im Wahlbezirk 5 zum Abgeordneten gewählt worden. Im 7. Wahlbezirk gab es somit weder einen Abgeordneten, noch einen Stellvertreter. Nach einer Anweisung aus Berlin ließ der Präsident in Königsberg am 30. Mai 1848 Neuwahlen abhalten. Als Wahlergebnis konnte der Wahlkommissar nach Königsberg melden, dass Professor Rosenkranz aus Königsberg zum Abgeordneten und Stadtgerichtsassessor Muttray aus Marggrabowa zum Stellvertreter gewählt wurden. Auch nach diesem Wahlgang gab es Probleme, da Rosenkranz bereits einen Tag nach der Wahl seine Absage mitteilte. Dem Oberpräsidenten in Königsberg schrieb Rosenkranz, dass er schon ein Mandat seiner Heimatstadt Magdeburg abgelehnt hätte. Auch der Stellvertreter Muttray konnte das Mandat nicht übernehmen, da er damit rechnen musste bei einer Neuwahl nicht aufgestellt zu werden. Am 15. Juni 1848 kam es nun zum dritten Wahlgang in Goldap. Die Mehrheit der Wahlmänner gaben Regierungsrat Laudien ihre Stimme, zum Stellvertreter wurde erneut Assessor Muttray bestellt.
In einem Bericht des Oberpräsidenten in Königsberg vom 17. September 1848 an das preußische Innenministerium in Berlin wurde bestätigt, dass der Regierungs- und Landesökonomierat Laudien seit Juni als Abgeordneter in Frankfurt weilte. Am 27. Juni 1848 wurde Laudiens Name noch nicht in den Abstimmungslisten genannt, am 29. Juni beteiligte er sich aber schon an der Wahl von Johann von Österreich zum Reichsverweser. In der Frankfurter Paulskirche gehörte er zur zentralistisch orientierten Landsberg-Fraktion. Zusammen mit seinem Fraktionskollegen Constantin Marcus und 18 weiteren Abgeordneten stellte er am 14. September 1848 einen Antrag zu der umstrittenen Frage des Waffenstillstandes von Malmö im Schleswig-Holsteinischer Krieg, in dem die Kompetenzen der Zentralgewalt festgelegt werden sollte. Am 13. Februar 1849 unterstützte er einen Antrag der vorsah, dass Sitzungen der einzelnen Landtage nicht mit denen der Reichsversammlung zusammenfallen dürfen. Bei der Wahl zum Deutschen Kaiser am 28. März 1849, gab er seine Stimme dem preußischen König Friedrich Wilhelm IV. Seit Mitte Mai 1849 nahm Laudien an den Sitzungen der Nationalversammlung nicht mehr teil, sein Name wurde aber noch in den Anwesenheitslisten als unentschuldigt fehlend geführt. Eine Erklärung des freiwilligen Ausritts hatte er nicht abgegeben.
Nach seiner parlamentarischen Arbeit war er zunächst weiter als Regierungs- und Landesökonomierat in Königsberg tätig. Für seine Verdienste erhielt er den Roten-Adler-Orden 4. Klasse. Ab 1855 war Carl Laudien Spezialkommissar bei der landwirtschaftlichen Abteilung der Regierung Königsberg in Hohenstein, wo er am 27. Februar 1856, im Alter von 56 Jahren, verstarb.